# The Woman I Am
The Woman I Am è il quarto album in studio della cantante statunitense Kellie Pickler, pubblicato nel 2013.

## Tracce
1. Little Bit Gypsy – 3:06
2. Ring for Sale – 3:24
3. Buzzin' – 3:28
4. The Woman I Am – 3:02
5. Closer to Nowhere – 3:24
6. Selma Drye – 3:49
7. I Forgive You – 3:32
8. Bonnie and Clyde – 3:10
9. Where Did Your Love Go – 3:51
10. No Cure for Crazy – 2:56
11. Tough All Over – 3:29
12. Someone Somewhere Tonight – 4:08